# Charadrius sanctaehelenae
Charadrius sanctaehelenae е вид птица от семейство Charadriidae. Видът е критично застрашен от изчезване.

## Разпространение
Разпространен е в Света Елена, Възнесение и Тристан да Куня.